# Santa Maria (Camisano Vicentino)
Santa Maria di Camisano is een plaats (frazione) in de Italiaanse gemeente Camisano Vicentino.